# Шладмінг
Шладмінг — місто-громада в експозитурі (підокрузі) Ґрьобмінг, округ Ліцен, федералдьна земля Штирії, Австрія, популярний лижний курорт, на якому часто проводяться міжнародні спортивні змагання.
Головна гора в околицях Шладмінгу називається Планай. На неї ходить підйомник із шестимісними гондолами. Є спуски для початківці, але загалом траси тут для любителів вищого рівня і для професіоналів. На горі Гохвурцен є як гірськолижні траси, так і санний спуск. Ця гора популярна серед сноубордистів.
У Шладмінгу проводився чемпіонат світу з гірськолижного спорту 2013.
Влітку в Шладмінгу проходять змагання з гірського велисипеду.